# 毛缘虎耳草
毛缘虎耳草（学名：Saxifraga ciliatopetala var. ciliata）为虎耳草科虎耳草属下的一个变种。

## 扩展阅读
- 維基物種上的相關：毛缘虎耳草